# Associazione Sportiva Gubbio 1910 2022-2023
Questa voce raccoglie le informazioni riguardanti l'Associazione Sportiva Gubbio 1910 nelle competizioni ufficiali della stagione 2022-2023.

## Stagione
Nella stagione 2022-2023 il Gubbio disputa il girone B del campionato di Serie C, raccoglie 61 punti con il quarto posto. Sfrutta al meglio questo ottimo piazzamento, superando i primi due turni dei Play-off, con due pareggi ottenuti con squadre piazzate peggio in campionato, il primo turno (1-1) con la Recanatese, il secondo (1-1) con il Pontedera. Poi nel primo turno nazionale incrocia il Pescara, il Gubbio vince (2-0) la gara di andata, ma perde (3-1) a Pescara, lasciando il passaggio del turno agli abruzzesi. Allenata da Piero Braglia la squadra eugubina parte forte, al termine del girone di andata è seconda con 39 punti, ad un solo punto dalla capolista Reggiana, poi nella seconda parte del torneo ha un vistoso calo, che non gli impedisce di cogliere un ottimo quarto posto. Nella Coppa Italia di Serie C nel primo turno il Gubbio supera (2-1) la Recanatese, nel secondo turno elimina il Pescara, vincendo (0-1) all'Adriatico. Poi negli ottavi esce dal torneo superata (1-0) a Padova.

## Divise e sponsor
- La divisa ufficiale è composta dalla maglia rossoblù, con calzoncini e calzettoni blù. La seconda maglia è bianca con inserti rossoblù, calzoncini e calzettoni bianchi.

- Il Main Sponsor di questa stagione è Cementerie Aldo Barbetti, mentre lo Sponsor tecnico è Legea.

## Rosa
Tratta dal sito ufficiale
| N. |                      | Ruolo | Calciatore                  |
| -- | -------------------- | ----- | --------------------------- |
| 1  | Italia (bandiera)    | P     | Filippo Manganelli          |
| 3  | Italia (bandiera)    | D     | Francesco Semeraro          |
| 4  | Italia (bandiera)    | D     | Federico Bonini             |
| 5  | Italia (bandiera)    | D     | Alex Redolfi                |
| 7  | Italia (bandiera)    | C     | Francesco Bontà             |
| 8  | Italia (bandiera)    | C     | Giacomo Rosaia              |
| 9  | Argentina (bandiera) | A     | Federico Vázquez            |
| 10 | Italia (bandiera)    | C     | Danilo Bulevardi            |
| 11 | Italia (bandiera)    | A     | Lorenzo Di Stefano          |
| 12 | Italia (bandiera)    | P     | Raffaele Di Gennaro         |
| 15 | Italia (bandiera)    | D     | Andrea Signorini (capitano) |
| 16 | Italia (bandiera)    | D     | Mattia Pecoraro             |
| 17 | Italia (bandiera)    | C     | Nicolò Francofonte          |

| N. |                    | Ruolo | Calciatore           |
| -- | ------------------ | ----- | -------------------- |
| 18 | Nigeria (bandiera) | A     | Jerry Mbakogu        |
| 19 | Italia (bandiera)  | D     | Gabriele Morelli     |
| 20 | Italia (bandiera)  | D     | Massimo Tazzer       |
| 21 | Italia (bandiera)  | D     | Francesco Corsinelli |
| 22 | Italia (bandiera)  | P     | Marco Meneghetti     |
| 23 | Italia (bandiera)  | C     | Giacomo Pauselli     |
| 24 | Italia (bandiera)  | A     | Leonardo Treppiedi   |
| 25 | Italia (bandiera)  | C     | Marco Toscano        |
| 28 | Italia (bandiera)  | A     | Marco Spina          |
| 30 | Italia (bandiera)  | A     | Alessandro Arena     |
| 33 | Italia (bandiera)  | C     | Gaetano Vitale       |
| 90 | Italia (bandiera)  | D     | Denis Portanova      |
| 99 | Italia (bandiera)  | A     | Gabriele Artistico   |

## Calciomercato

### Sessione estiva(dall'1/7 all'1/9)
| Acquisti | Acquisti | Acquisti | Acquisti |
| R.       | Nome     | da       | Modalità |
| -------- | -------- | -------- | -------- |

| Cessioni | Cessioni | Cessioni | Cessioni |
| R.       | Nome     | a        | Modalità |
| -------- | -------- | -------- | -------- |

### Sessione invernale(dal 1/1 al 31/1)
| Acquisti | Acquisti | Acquisti | Acquisti |
| R.       | Nome     | da       | Modalità |
| -------- | -------- | -------- | -------- |

| Cessioni | Cessioni | Cessioni | Cessioni |
| R.       | Nome     | a        | Modalità |
| -------- | -------- | -------- | -------- |

## Risultati

### Serie C

#### Girone di andata
| Arbitro: | Gangi (Enna) |

|                               |           |  |
| Bulevardi 55’ Artistico 90+1’ | Marcatori |  |

| Arbitro: | Castellone (Napoli) |

|                |           |                 |
| Gkertsos 90+5’ | Marcatori | 90+1’ Portanova |

| Arbitro: | Gemelli (Messina) |

|                            |           |  |
| Bonini 64’ Artistico 90+1’ | Marcatori |  |

| Arbitro: | Andreano (Prato) |

|  |           |                |
|  | Marcatori | 87’ Di Stefano |

| Gubbio 24 settembre 2022, ore 17:30 CEST 5ª giornata | Gubbio          | 0 – 0 referto | Virtus Entella | Stadio Pietro Barbetti (1 072 spett.)\| Arbitro: \| Luongo (Napoli) \| |
| Arbitro:                                             | Luongo (Napoli) |               |                |                                                                        |

| Arbitro: | De Angeli (Milano) |

|  |           |                              |
|  | Marcatori | 11’ (rig.) Vázquez 89’ Arena |

| Arbitro: | Scatena (Avezzano) |

|                        |           |                           |
| Pietrangeli 70’ (aut.) | Marcatori | 4’ Tonelli 9’ Gabbianelli |

| Arbitro: | Galipò (Firenze) |

|                    |           |                          |
| Mbakogu 84’ (rig.) | Marcatori | 22’ (rig.), 32’ Montalto |

| Arbitro: | Petrella (Viterbo) |

|  |           |             |
|  | Marcatori | 15’ Mbakogu |

| Arbitro: | Vergaro (Bari) |

|                                   |           |  |
| Arena 73’ Toscano 90’ Spina 90+4’ | Marcatori |  |

| Arbitro: | Virgilio (Trapani) |

|             |           |                         |
| Contini 45’ | Marcatori | 6’, 33’ Arena 41’ Spina |

| Arbitro: | Collu (Cagliari) |

|                                          |           |  |
| Corazza 2’ Hraiech 73’ A. Ferrante 90+1’ | Marcatori |  |

| Arbitro: | Frascaro (Firenze) |

|               |           |                                    |
| Bulevardi 44’ | Marcatori | 18’ Sbaffo 20’ Alfieri 78’ Carpani |

| Arbitro: | Carrione (Castellammare di Stabia) |

|  |           |                       |
|  | Marcatori | 12’ (rig.), 66’ Arena |

| Arbitro: | Grasso (Ariano Irpino) |

|             |           |  |
| Mbakogu 68’ | Marcatori |  |

| Arbitro: | Turrini (Firenze) |

|  |           |                                               |
|  | Marcatori | 26’ Morelli 34’ Vázquez 44’ Mbakogu 85’ Spina |

| Arbitro: | Di Marco (Ciampino) |

|                         |           |  |
| Vázquez 45’ Toscano 85’ | Marcatori |  |

| Sassari 10 dicembre 2022, ore 14:30 CET 18ª giornata | Torres             | 0 – 0 referto | Gubbio | Stadio Vanni Sanna (2 000 spett.)\| Arbitro: \| Bonacina (Bergamo) \| |
| Arbitro:                                             | Bonacina (Bergamo) |               |        |                                                                       |

| Arbitro: | Nicolini (Brescia) |

|             |           |  |
| Toscano 81’ | Marcatori |  |

#### Girone di ritorno
| Arbitro: | Cherchi (Carbonia) |

|                          |           |             |
| Giordani 78’, 82’ (rig.) | Marcatori | 41’ Redolfi |

| Arbitro: | Crezzini (Siena) |

|               |           |                                   |
| Bulevardi 33’ | Marcatori | 24’ Romeo 50’ Misuraca 69’ Maggio |

| Arbitro: | Di Graci (Como) |

|                            |           |               |
| Lamesta 20’ Martignago 80’ | Marcatori | 57’ Bulevardi |

| Arbitro: | Caldera (Como) |

|  |           |              |
|  | Marcatori | 23’ Petrella |

| Chiavari 28 gennaio 2023, ore 14:30 CET 24ª giornata | Virtus Entella     | 0 – 0 referto | Gubbio | Stadio comunale (931 spett.)\| Arbitro: \| Monaldi (Macerata) \| |
| Arbitro:                                             | Monaldi (Macerata) |               |        |                                                                  |

| Arbitro: | Pirrotta (Barcellona Pozzo di Gotto) |

|                |           |                                  |
| Semeraro 90+4’ | Marcatori | 57’ N. Schiavi 90+6’ Della Latta |

| Arbitro: | Diop (Treviglio) |

|  |           |           |
|  | Marcatori | 55’ Arena |

| Arbitro: | Di Marco (Ciampino) |

|                                                     |           |               |
| J. Pellegrini 5’ Lanini 8’ (rig.) Bonini 50’ (aut.) | Marcatori | 60’ Bulevardi |

| Gubbio 19 febbraio 2023, ore 14:30 CET 28ª giornata | Gubbio                | 0 – 0 referto | Fiorenzuola | Stadio Pietro Barbetti (745 spett.)\| Arbitro: \| Gandino (Alessandria) \| |
| Arbitro:                                            | Gandino (Alessandria) |               |             |                                                                            |

| Arbitro: | Burlando (Genova) |

|            |           |              |
| Zanini 43’ | Marcatori | 80’ Semeraro |

| Arbitro: | Maccarini (Arezzo) |

|  |           |                    |
|  | Marcatori | 59’ (rig.) Ragatzu |

| Arbitro: | Arena (Torre del Greco) |

|                  |           |           |
| Di Stefano 90+6’ | Marcatori | 30’ Bumbu |

| Arbitro: | Cerbasi (Arezzo) |

|  |           |                           |
|  | Marcatori | 1’ Di Stefano 84’ Vázquez |

| Arbitro: | Ramondino (Palermo) |

|                                   |           |  |
| Arena 45+4’ (rig.) Di Stefano 82’ | Marcatori |  |

| Arbitro: | Renzi (Pesaro) |

|           |           |                       |
| Ubaldi 8’ | Marcatori | 27’ Arena 59’ Vázquez |

| Arbitro: | Vogliacco (Bari) |

|                            |           |  |
| Morelli 12’ Spina 48’, 64’ | Marcatori |  |

| Arbitro: | De Angeli (Milano) |

|                          |           |                       |
| Riccardi 24’ Disanto 90’ | Marcatori | 53’ Vázquez 74’ Bontà |

| Arbitro: | Marotta (Sapri) |

|                    |           |                         |
| Di Stefano 2’, 19’ | Marcatori | 11’ Diakite 90+1’ Lisai |

| Arbitro: | Mirabella (Napoli) |

|           |           |                  |
| Guidi 36’ | Marcatori | 28’ (rig.) Arena |

### Play-off

#### Spareggi
| Arbitro: | Bordin (Bassano del Grappa) |

|                |           |                  |
| Di Stefano 32’ | Marcatori | 54’ D. Giampaolo |

| Arbitro: | Giordano (Novara) |

|              |           |                     |
| Semeraro 87’ | Marcatori | 13’ (rig.) Nicastro |

#### Fase Nazionale
| Arbitro: | Emmanuele (Pisa) |

|                              |           |  |
| Bulevardi 52’ Di Stefano 54’ | Marcatori |  |

| Arbitro: | Tremolada (Monza) |

|                            |           |                    |
| Merkaj 4’, 62’ Ramírez 10’ | Marcatori | 86’ (rig.) Vázquez |

### Coppa Italia Serie C

#### Turni eliminatori
| Arbitro: | Maccarini (Arezzo) |

|                              |           |               |
| Di Stefano 31’ Artistico 59’ | Marcatori | 62’ Zammarchi |

| Arbitro: | De Angeli (Milano) |

|  |           |             |
|  | Marcatori | 78’ Vázquez |

#### Fase finale
| Arbitro: | Milone (Taurianova) |

|              |           |  |
| Monaco 90+1’ | Marcatori |  |

## Statistiche
Statistiche aggiornate al 22 maggio 2023.

### Statistiche di squadra
| Competizione         | Punti | In casa | In casa | In casa | In casa | In casa | In casa | In trasferta | In trasferta | In trasferta | In trasferta | In trasferta | In trasferta | Totale | Totale | Totale | Totale | Totale | Totale | D.R. |
| Competizione         | Punti | G       | V       | N       | P       | Gf      | Gs      | G            | V            | N            | P            | Gf           | Gs           | G      | V      | N      | P      | Gf     | Gs     | D.R. |
| -------------------- | ----- | ------- | ------- | ------- | ------- | ------- | ------- | ------------ | ------------ | ------------ | ------------ | ------------ | ------------ | ------ | ------ | ------ | ------ | ------ | ------ | ---- |
| Serie C              | 39    | 19      | 8       | 4       | 7       | 24      | 17      | 19           | 9            | 6            | 4            | 26           | 17           | 38     | 17     | 10     | 11     | 50     | 34     | +16  |
| Play-off             | -     | 3       | 1       | 2       | 0       | 4       | 2       | 1            | 0            | 0            | 1            | 1            | 3            | 4      | 1      | 2      | 1      | 5      | 5      | 0    |
| Coppa Italia Serie C | -     | 1       | 1       | 0       | 0       | 2       | 1       | 2            | 1            | 0            | 1            | 1            | 1            | 3      | 2      | 0      | 1      | 3      | 2      | +1   |
| Totale               | -     | 23      | 10      | 6       | 7       | 28      | 20      | 22           | 10           | 6            | 6            | 28           | 21           | 45     | 30     | 12     | 13     | 58     | 41     | +17  |

### Andamento in campionato
| Giornata  | 1 | 2 | 3 | 4 | 5 | 6 | 7 | 8 | 9 | 10 | 11 | 12 | 13 | 14 | 15 | 16 | 17 | 18 | 19 | 20 | 21 | 22 | 23 | 24 | 25 | 26 | 27 | 28 | 29 | 30 | 31 | 32 | 33 | 34 | 35 | 36 | 37 | 38 |
| --------- | - | - | - | - | - | - | - | - | - | -- | -- | -- | -- | -- | -- | -- | -- | -- | -- | -- | -- | -- | -- | -- | -- | -- | -- | -- | -- | -- | -- | -- | -- | -- | -- | -- | -- | -- |
| Luogo     | C | T | C | T | C | T | C | C | T | C  | T  | T  | C  | T  | C  | T  | C  | T  | C  | T  | C  | T  | C  | T  | C  | T  | T  | C  | T  | C  | C  | T  | C  | T  | C  | T  | C  | T  |
| Risultato | V | N | V | V | N | V | P | P | V | V  | V  | P  | P  | V  | V  | V  | V  | N  | V  | P  | P  | P  | P  | N  | P  | V  | P  | N  | N  | P  | N  | V  | V  | V  | V  | N  | N  | N  |
| Posizione | 1 | 3 | 3 | 3 | 4 | 2 | 4 | 6 | 4 | 1  | 1  | 3  | 5  | 2  | 2  | 2  | 2  | 2  | 2  | 2  | 3  | 4  | 5  | 5  | 5  | 5  | 5  | 6  | 6  | 6  | 6  | 6  | 6  | 5  | 4  | 4  | 5  | 5  |

Legenda:

Luogo: C = Casa; T = Trasferta. Risultato: V = Vittoria; N = Pareggio; P = Sconfitta.